# Rolf Mauch

Rolf Mauch als Grossrat (zwischen 1981 und 1988)

Rolf Mauch (geboren am 22. Mai 1934 in Herzogenbuchsee; gestorben am 2. August 1995 in Luzern; heimatberechtigt in Teufenthal) war ein Schweizer Politiker (FDP). Er war von 1987 bis 1995 Nationalrat für den Kanton Aargau.

## Leben
Mauch besuchte die Kantonsschule Aarau und studierte anschliessend in Zürich Rechtswissenschaft. 1961 wurde er promoviert. Von 1961 bis 1966 war er juristischer Mitarbeiter und von 1966 bis 1967 Geschäftsführer der Gemeinschaftsstiftung für Alters- und Hinterlassenenvorsorge im Schweizerischen Gewerbe.
Anschliessend war Mauch von 1967 bis 1990 für die Aargauer Industrie- und Handelskammer tätig. Er war zunächst Sekretär, dann Direktor und schliesslich Delegierter. Ab 1990 war er selbständiger Berater.
Mauch war von 1974 bis 1983 Präsident der Aargauer FDP. Von 1981 bis 1988 war er Grossrat. Von 1987 bis 1995 war er Nationalrat.
Neben Wirtschaftspolitik beschäftigte er sich mit Staatsrechtsfragen, Medien-, Energie- und Umweltpolitik. Er wehrte sich dagegen, die Umweltpolitik der politischen Linken zu überlassen, und engagierte sich als Präsident der Stiftung Reusstal für den Schutz der Natur entlang der Reuss. Bei seiner ersten Wahl 1987 wurde er deshalb als einziger Aargauer FDP-Politiker von den Umweltverbänden unterstützt.
Er starb 1995 nach mehrwöchigem Spitalaufenthalt im Amt. Sein Nachfolger wurde Rudolf Rohr, der allerdings bei den Wahlen im gleichen Jahr nicht wieder antrat, da er im folgenden Jahr Präsident des Grossen Rats des Kantons Aargau wurde.
Mauch wohnte in Hirschthal.